# Sylvester Clark Gould
Sylvester Clark Gould (Weare (New Hampshire), 1840. március 1. – 1909. július 19.) amerikai szabadkőműves, okkultista, aki 1907-ben megalapította a Societas Rosicruciana in America nevű szervezetet.

## Élete
Sylvester Clark Gould 1840. március elsején született az egyesült államokbeli New Hampshire államhoz tartozó Hillsborough megyében egy "Weare" nevű kisvárosban. Már kamaszéveit munkával töltötte, egy vegyeskereskedésben volt eladó. 1859-től 1860-g a "Boscawen Academy" magániskolába járt, majd kitanulta a nyomdász szakmát és volt szedő, adminisztrátor és riporter is kisebb helyi újságoknál. 1971-től kezdődően mintegy 20 éven át dolgozott a "Concord Railroad" vasúttársaságnál, ahol raktárvezetői pozícióig vitte.
1882-től egy társával közösen saját lap kiadását kezdte meg "Notes and Queries" címmel, mely történelmi és más vegyes témákkal foglalkozott. Társa halála után fivérével Leroy M. Goulddal folytatták a lapkiadást. Weare város történeti bizottságának aktív tagja volt és sokat tett egy helytörténeti írás megjelentetéséért.
Íráskészsége nem volt a legjobb, de imádott bonyolult problémákat megoldani, titkokra fényt deríteni. Szeretett olvasni és rengeteg könyvet gyűjtött össze, különösen Homérosz műveiből. Jó beszédtehetsége volt, melyet eleinte szülővárosa közéletében kamatoztatott.
Felesége Fannie E. Sherburne volt, aki egy leánygyermekkel ajándékozta meg, Annie L. Goulddal.

## Ezoterikus tevékenységei
Gould tagja volt a szabadkőműves Ősi és Elfogadott Skót Rítus (AASR) bostoni szervezetének és 32. fokozatú szabadkőműves volt. Rendszeresen látogatta a bostoni "Lafayette Lodge, No. 41" páholyt és más szabadkőműves kötődésű csoportosulásokat, így tagja volt a Societas Rosicruciana in Anglia amerikai ágának, a "Societas Rosicrucianae Republica Confoedera America" (SRRCA) bostoni szervezetének is.
Tagja volt még az Odd Fellows nevű, páholy-rendszerben működő szervezetnek is, ahol a "Hillsborough Lodge, No. 2" és a "Arbutus Lodge of Rebekahs" páholyt látogatta. Ennek a szervezetnek nagymestere is volt.
1907-ben, több társával együtt szakított az SRRCA-val, illetve az angliai Societas Rosicruciana-val és a szabadkőművességtől független szervezetet alapított, a Societas Rosicruciana in America-t. Ebben a munkában haláláig segítette George Winslow Plummer, akire még halála előtt rábízta a szervezet vezetését, ha vele bármi történne.

## Halála
Egész életében megfeszített tempóban dolgozott. Folyamatosan megoldásra váró problémákon törte a fejét. 1909. július 19-én, délután 3 körül felhangzott utolsó szavai is ezt a belső küzdelmet tükrözik: "Egyre növekszik a sötétség, gyúljon fény!".

## Lásd még
- ASSR Boston honlapja
- A SRiA honlapja
- A SRiAm honlapja